# Peter Ramseier
Peter Ramseier (29 novembre 1944 – 10 ottobre 2018) è stato un calciatore svizzero, di ruolo difensore.